# NGC 7269
NGC 7269 este o emission-line galaxy⁠(d) situată în constelația Vărsătorul. A fost descoperită în 1886 de către Francis Leavenworth.